# Bertha Sanseverino
Bertha Elba Sanseverino Mansilla (25 tháng 4 năm 1946 – 18 tháng 6 năm 2018) là một chính trị gia người Uruguay và là thành viên của Mặt trận Rộng (Frente Amplio) từ năm 1971 và phe Mặt trận Liber Seregni của Quốc hội Uruguay, một đảng chính trị xã hội. Sanseverino từng là thành viên của Hội đồng quản trị của Bộ phận (Junta Departamental de Montevideo), cơ quan lập pháp của Bộ phận Montevideo, trong hai nhiệm kỳ từ năm 1995 đến năm 2004. Năm 2010, cô được bầu vào Ủy ban đại diện quốc gia của Uruguay, nơi cô phục vụ cho đến khi qua đời vào tháng 6 năm 2018.

## Tiểu sử
Bertha Sanseverino sinh ra ở Colonia del Sacramento vào ngày 25 tháng 4 năm 1946. Cô trở thành lãnh đạo của Trung tâm Sinh viên Luật (Centro de Estudiantes de Derecho) vào năm 1968 và là thành viên của Liên đoàn Sinh viên Đại học Uruguay (la Federación de Estudiantes Trường Đại học Uruguay) bắt đầu vào năm 1970.
Sanseverino là thành viên của Broad Front kể từ khi thành lập năm 1971. Cô và chồng, Nelson Latorre, là những người phản đối chế độ độc tài quân sự dân sự của Uruguay, một chế độ độc tài quân sự cai trị đất nước này từ năm 1973 đến năm 1985. Năm 1977, Bertha Sanseverino trốn sang sống lưu vong ở Pháp cùng con gái sau khi bị chế độ quân đội bắt giữ.
Sanseverino trở về sau thời lưu đày sau khi khôi phục nền dân chủ vào giữa những năm 1980. Bà đã được bầu vào Hội đồng quản trị của Bộ phận Montevideo năm 1994 và giành chiến thắng trong cuộc bầu cử lại vào Hội đồng quản trị năm 1999.